# 望远镜笔螺
望远镜笔螺是新腹足目笔螺科的一种。舊屬圆笔螺属，今屬焰笔螺属。主要分布于印度尼西亚、台湾，常栖息在潮间带。